# Xenophon (Heiliger)

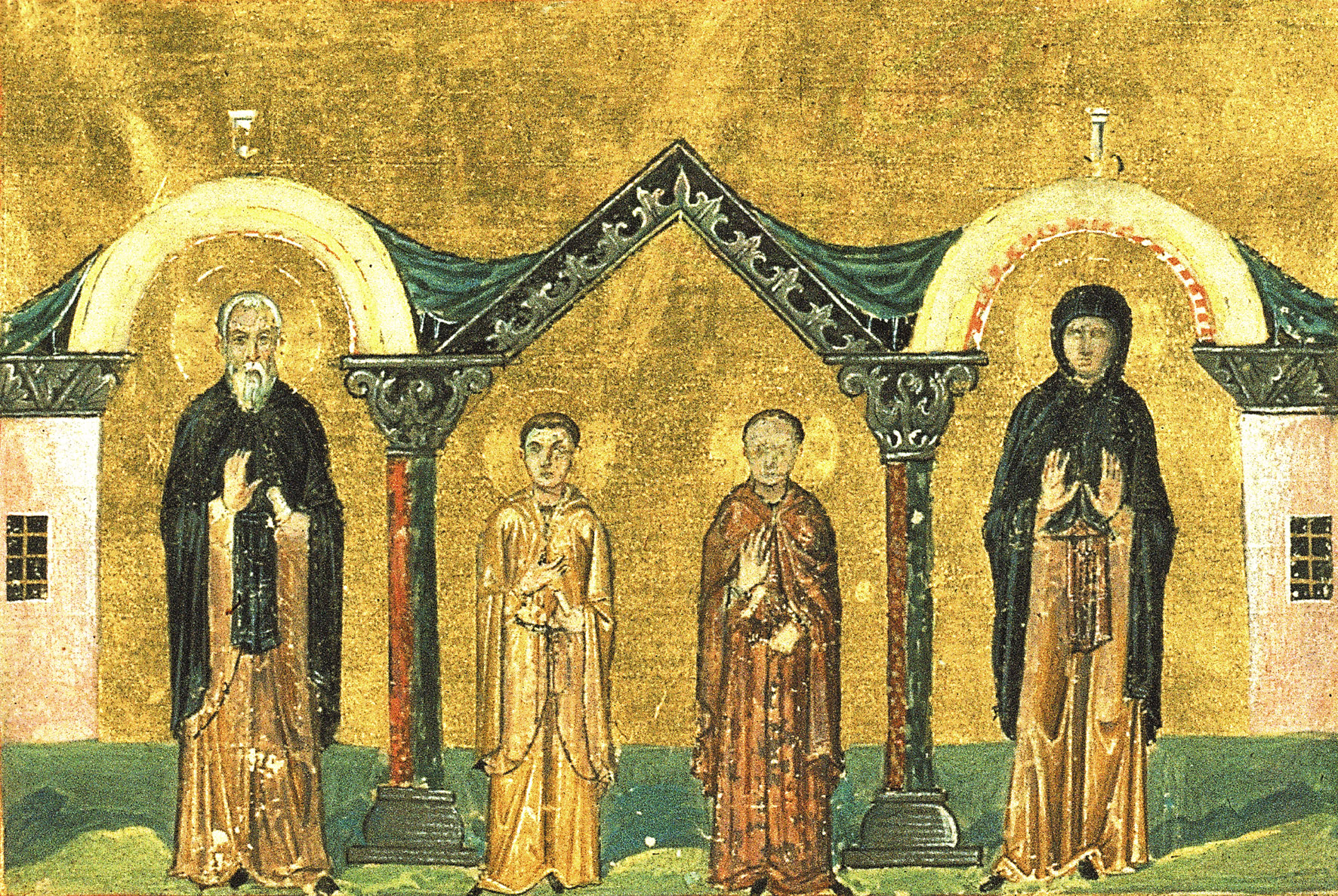
Xenophon, seine Frau und ihre Söhne, Miniatur im Menologion Basileios’ II., um 1000

Xenophon (* in Konstantinopel; † 510 im Sabaskloster bei Bethlehem) wird in der römisch-katholischen Kirche und orthodoxen Kirchen als Heiliger verehrt. Er lebte und wirkte im 4. und 5. Jahrhundert. Er war Senator in Konstantinopel und wurde später ein Mönch und Wohltäter.

## Leben
Xenophon soll ein wohlhabender Mann und Senator in Konstantinopel gewesen sein. Mit seiner Frau Maria (bzw. Martha) hatte er laut Überlieferung die Söhne Arkadios und Johannes. Zur Vollendung ihrer Rechtsausbildung  soll er sie nach Berytus (Beirut im heutigen Libanon) geschickt haben. Kurz vor ihrer Ankunft dort hätten sie Schiffbruch erlitten. Sie retteten sich demnach unabhängig voneinander beide lebend ans Ufer. Johannes soll von Mönchen eines Wüstenklosters gerettet und gesund gepflegt worden sein. Daraufhin habe er sich den Mönchen angeschlossen, weil er seine Rettung als göttliches Zeichen angesehen habe. Arkadios soll bei Tyros an Land gespült worden sein, suchte zwei Jahre nach seinem Bruder, von dessen Überleben er nach einer Vision überzeugt gewesen sein soll, und trat dann in das Kloster des heiligen Sabas bei Bethlehem ein.
Jahre nach diesem Unglück sei ein Wandermönch zu ihrem Vater Xenophon gekommen und habe diesem von seinem Mitbruder Arkadios erzählt, der im Sabaskloster lebte. Daraufhin machten sich Xenophon und seine Frau ins sogenannte heilige Land auf. Dort fanden sie ihren Sohn Arkadios. Als sie sich zur Grabeskirche Christi aufmachten, um dort ein Dankgebet zu sprechen, sollen sie auch auf ihren Sohn Johannes getroffen sein, der dorthin wegen einer göttlichen Eingebung gereist war. Wegen dieser unwahrscheinlichen Zufälle beschlossen Xenophon und Maria, ebenfalls einem Kloster beizutreten. Er reichte seinen Rücktritt beim Senat ein und trat in das Sabaskloster ein. Auf seinen Wunsch hin wurde sein Vermögen unter den Armen Konstantinopels verteilt. 
Nach manchen Überlieferungen starb er als Märtyrer.

## Gedenktag und Namensbedeutung
Der Name bedeutet fremder Laut (griechisch) bzw. der leuchtende Fremde (griechisch).
Gedenktag
- Katholisch: 26. Januar
- Orthodox: 26. Januar
- Armenisch: 26. Januar
- Koptisch: 15 November
- Äthiopisch-orthodox: 15. März, 26. Januar
- syrisch-orthodox: 26. Januar